# 列支敦斯登地理

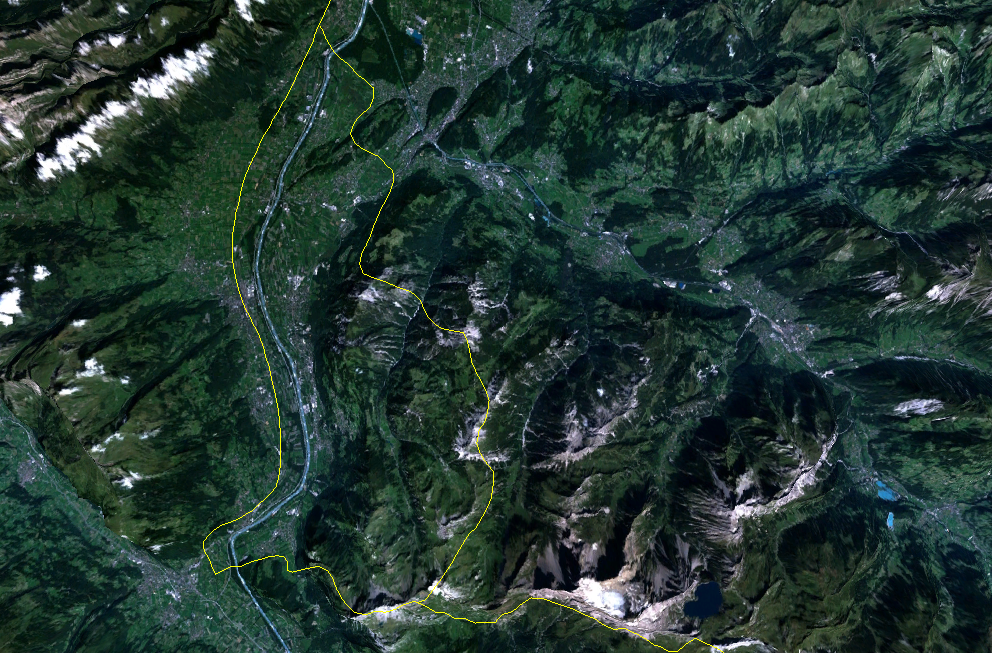
列支敦士登的卫星图像。

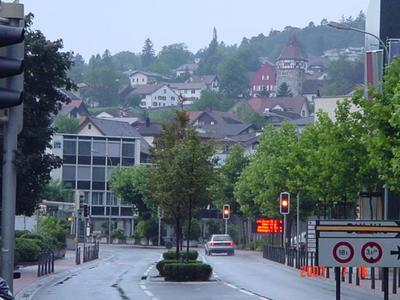
瓦杜茲市中心北面景观。

列支敦斯登是欧洲西部的一個的內陸國家，與烏茲別克並列為世界上僅有的兩個雙重內陸國。
列支敦斯登坐落於歐洲阿爾卑斯山地的萊因河谷，其西邊是以萊因河作為邊界與瑞士相鄰，東側則是以屬於阿爾卑斯山脈的山嶺地帶與奧地利為界。全國只有西側約三分之一的面積位在平坦的河谷裡，其餘地區大都屬於山地。
列支敦士登唯一的天然湖是湖，是由于1927年水浸的莱茵河侵蚀造成的。  
該國境內唯一的可耕地集中在萊因河沿岸的沖積平原，曾經一度滿是沼澤的此地區經過人工的抽乾後變成農地，除了少數的農耕活動外，列國境內的農業還是以畜牧為主，主要农业区，是周围的莱茵河谷，种植玉米、马铃薯、大麦、小麦和蔬菜。首都瓦都茲座落於一塊可以俯視萊因河谷的高地上。
雖然是在阿爾卑斯山區，但由於有義大利半島吹拂而來南風，列支敦斯登仍属较温和的温带大陆性氣候，冬季時其東部與南部山區的坡面則非常適合從事滑雪等山地活動。列支敦士登夏季气温在20℃-28℃之间，冬季最低气温可达零下15℃。7月和8月雨量最多可达130-150毫米，而12月和1月降雨量最少为30-50毫米。
境南的雷堤康阿爾卑斯山脈（Rätikon Alps）坡度陡峭，境內最高峰為屬於三姊妹山脈（Drei Schwestern）之一的灰尖峰（Grauspitz），海拔2499公尺，是列支敦斯登與奧地利的分界。全国海拔最高的城市是，在886米以上。全国边境和瑞士接壤长41.2公里，对奥地利则是36.7公里。

## 註解
1. ↑  Statistisches Jahrbuch 2007/2008, ; s. 19 online （页面存档备份，存于）